# Cattleya mirandae
Cattleya mirandae là một loài thực vật có hoa trong họ Lan. Loài này được (K.G.Lacerda & V.P.Castro) Van den Berg mô tả khoa học đầu tiên năm 2008.